# كيفن بينكين
كيفن بينكين (Kevin Penkin) هو ملحن أسترالي ولد في 22 مايو 1992 في برث.

## أعماله في الأنمي

### مسلسلات أنمي تلفزيونية
- ميد إن أبيس
- نهوض بطل الدرع
- نورن+نونيت
- برج الحاكم

### أنمي الإنترنت
- حرب النجوم: الرؤى ("عروس القرية")

## أعماله في ألعاب الفيديو
- جوزاينغي: إينغيتسو سانغوكودين (بالتعاون مع نوبوؤو أويماتسو)
- نورن+نونيت
- فلورنسا